# Logger

logger — unix-утилита, предоставляющая командный интерфейс для модуля системного журнала syslog.

## Использование
- logger [-is] [-f -file …] [-p -file … -pri] [-t -file … -tag] [message …]

## Параметры
-i
Заносить в журнал вместе с каждой строкой id протоколируемого процесса.
-s
Помещать message не только в журнал, но и на стандартное устройство ошибок.
-f файл
Вести протоколирование из данного файла.
-p приоритет
Ввести сообщение с заданным приоритетом. Приоритет может быть задан численно или как пара facility.level. Например, -p local3.info пишет в журнал сообщение как info-уровень в local3 facility. По умолчанию установлено user.notice.
-t тег
Помечает каждую строку в журнале заданным тегом.
сообщение
Записывает сообщение в журнал; если оно не задано и не задан флаг -f, то протоколирование ведётся из стандартного ввода.
Утилита logger возвращает 0 при успешной работе и >0 при возникновении ошибок.